# Barsha
Barsha eller Al Barsha är en stadsdel i Dubai i Förenade Arabemiraten och är ett av de nyetablerade bostadsområden  som ligger i stadens sydvästra del. Barsha är uppdelat i sex delar, Barsha 1, 2 och 3 samt Barsha syd 1, 2 och 3, och gränsar bland annat till stadsdelen Al Sufouh i norr, och avgränsas av Sheikh Zayed-vägen (E11, Sheikh Zayed Road) i nordväst samt Sheikh Mohammad Bin Zayed-vägen (E311, Sheikh Mohammad Bin Zayed Road) i sydost. Barsha är 38 km² till ytan, relativt glesbefolkat med cirka 17 000 invånare och är mest känt för sina bostadsområden samt lägenhetshotell. 
I Barsha ligger dessutom Mall of the Emirates.